# Bussgölen
Bussgölen är en sjö i Vimmerby kommun i Småland och ingår i Motala ströms huvudavrinningsområde. Sjöns area är 0,041 kvadratkilometer och den är belägen 175 meter över havet.